# 5654 Terni
5654 Terni eller 1993 KG är en asteroid i huvudbältet som upptäcktes den 20 maj 1993 av den italienska astronomen Antonio Vagnozzi vid Santa Lucia Stroncone-observatoriet. Den är uppkallad efter Terni i Italien.
Asteroiden har en diameter på ungefär 18 kilometer.